# Podul Pupin
Podul Pupin (în sârbă Пупинов мост, cu alfabetul latin: Pupinov most) este un pod rutier peste fluviul Dunărea, construit în orașul Belgrad (Serbia). Podul este situat în amonte de centrul orașului și leagă cartierele belgrădene Zemun și Borča. El face parte din centura Inelul Semiinterior. Deschis în decembrie 2014, el a devenit cel de-al doilea pod peste Dunăre din Belgrad, după podul Pančevo, inaugurat în 1946.

## Nume
Datorită originii investitorilor, chiar înainte de începerea construcției, podul a fost numit colocvial „Podul Chinezesc” (în sârbă Кинески мост, Kineski most). În timpul construcției numele său provizoriu a fost podul Zemun – Borča, dar podul a primit ulterior numele omului de știință și inventatorului sârb Mihajlo Pupin. Numele Podul Chinezesc a continuat, cu toate acesta, să fie folosit în mod neoficial.
Autoritățile municipale au decis ca podul să fie numit Pupin, ca urmare a faptului că podul leagă regiunea Banat, regiunea natală a omului de știință, cu Belgradul. Întrucât numirea podului a fost hotărâtă cu puțin înainte de deschiderea sa, partenerii chinezi au înscris în grabă numele podului pe o placă de marmură care avea scopul de a menționa data festivă a inaugurării. Această acțiune a provocat, cu toate acestea, un scandal minor. În afara existenței unor greșeli gramaticale în textul scris în limba sârbă, placa memorială a fost sculptată pe o lespede dreptunghiulară de marmură neagră, care este o piatră de mormânt tradițională sârbă. În urma protestelor publice, „piatra memorială a podului” a fost înlocuită.

## Istorie
Nevoia unui pod în această zonă a devenit evidentă cu mai multe decenii înainte de construcția sa. Cu toate acestea, situația economică nefavorabilă a Serbiei și nevoia constantă de reparații a podurilor peste celălalt râu al Belgradului, Sava, au amânat proiectul. Primii pași concreți au fost făcuți în 2009, atunci când administrația orașului a oferit detalii preliminare cu privire la acest proiect. S-a luat decizia ca podul să fie finanțat din credite acordate de băncile chinezești și să fie construit de companii chinezești, cu companii sârbe pe post de subcontractanți.
La sfârșitul anului 2009 a fost semnat un precontract cu partenerii chinezi. Acesta prevedea începerea construcției la jumătatea anului 2010, iar termenul limită stabilit pentru finalizarea construcției era anul 2013. Termenele au fost decalate în următorul an și jumătate din cauza unor motive diverse (lipsa de seriozitate a investitorului chinez, cererile inacceptabile de plăți în avans, alte numeroase cereri formulate de antreprenorii chinezi etc.) Primele echipamente și primii muncitori au ajuns din China abia la jumătatea anului 2011, iar în acel moment era clar că podul nu va putea fi finalizat mai devreme de primăvara anului 2014. Lucrările au fost întârziate, de asemenea, din cauza problemelor juridice cu un grup de familii care locuiau în cartierul Pregrevica din Zemun, unde urma să fie construit capătul podului de pe malul din Zemun al Dunării.
Costurile de construcție a podului în valoare de 170 de milioane de euro au fost asigurate de Exim Bank of China (85%) și de guvernul Serbiei și primăria orașului Belgrad (15%). Podul construit de chinezi a fost, de asemenea, prima investiție chineză majoră în infrastructură pe continentul european.
Costul total al podului și al drumurilor de acces a ajuns în cele din urmă la 260 de milioane de euro.

## Construcție
Lucrările au început efectiv în toamna anului 2011. Locuitorii din Pregrevica au fost relocați în cartierul Bele Vode din comuna Čukarica la sfârșitul anului 2011 și începutul anului 2012. În ianuarie 2012 celebrul actor de film Bata Živojinović i-a vizitat pe muncitori pentru a le ura un An Nou Chinezesc fericit, deoarece filmul său Walter apără Sarajevo (1972) a fost unul dintre cele mai populare filme de război în China, iar Živojinović însuși a devenit unul dintre cei mai populari actori străini în China.
În iulie 2014 cele două capete ale podului au fost conectate, iar lucrările au continuat până în toamna acelui an. Podul a fost deschis de Li Keqiang, premierul Republicii Populare Chineze, la 18 decembrie 2014.

## Caracteristici
Podul și drumurile de acces de 21,6 kilometri (13,4 mi) au contribuit la devierea traficului greu din centrul orașului Belgrad. Podul este proiectat ca două structuri independente cu trei benzi auto cu lățimea de 3,5 metri (11 ft) și piste pentru biciclete pe ambele părți.